# WinShell
WinShell – darmowe zintegrowane środowisko programistyczne TeX oraz LaTeX dla systemu operacyjnego Windows. Jest to program freeware, z zamkniętym kodem źródłowym. Posiada ponad 20 wersji językowych, w tym także polską. Zawiera edytor tekstu, umożliwia między innymi kolorowanie składni, sprawdzanie pisowni, kreator tabel oraz obsługuje Unicode.